# Языки Тринидада и Тобаго
Официальный язык Тринидада и Тобаго — английский. С момента начала европейской колонизации острова официальными языками также были испанский и французский.
Из-за исторически малой численности англичан и сегрегированости от цветного населения, тринидадский английский имеет свои особенности. Английская речь тринидадцев отличается чёткостью и понятностью, имея при этом характерный карибский акцент, заметный также у чернокожего населения других англоязычных стран Карибского региона. Из-за массового завоза англичанами индийцев-кули в конце 19 — начала 20 веков достаточно широко распространен индоарийский язык бходжпури, на котором говорят многие индотринидадцы, хотя он постепенно исчезает. Ранее в разговорной речи в основном использовался тринидадский креольский язык на основе английского, хотя процесс его декреолизации и релексификации собственно английскими словами, а также американизмами к XXI веку практически завершился.
Процент говорящих на испанском, несмотря на близость Венесуэлы и других испаноязычных стран, незначителен, но этот язык является первым иностранным: государственная кампания SAFFL (Spanish As the First Foreign Language — Испанский как первый иностранный язык), запущенная в 2005, предусматривает преподавание испанского в большинстве начальных школ и обучение ему не менее трети государственных чиновников страны. Правительство также объявило что к 2020 году испанский язык вновь станет официальным языком страны наряду с английским.

## Испанский язык
Испанский язык стал первым европейским языком на территории острова. Однако из-за большего внимания собственно континенту, богатому золотом и другими металлами, испанская корона не уделила должного внимания колонизации острова, население которого в испанский период не превышало 10 тыс. человек. В основном это были рабы, метисы, мулаты, хотя на острове и поселилось несколько знатных испанских семей, составивших основу будущей белой элиты острова. Характерной чертой испанского периода был процесс интенсивной метисации населения острова, расовая мобильность его разных составляющих и постепенное «отбеливание» населения.

## Французский язык
Колонией Франции Тринидад никогда не был, однако в конце испанского владычества на острове нашли убежище значительное количество состоятельных французских семей и их слуг, бежавших от чернокожей революции на Гаити. Кроме того, на остров переселилось некоторое количество корсиканцев (остров Корсика управлялся Францией) и итальянцев, хорошо знакомых с близкородственным французским языком. Более того, распространению здесь французского способствовали близлежащие франкоязычные острова — Доминика и Гваделупа. Старая испаноязычная верхушка сблизилась с французской и быстро офранцузилась. Испаноязычные венесуэльцы продолжали прибывать на остров на протяжении всего XIX века. Французский язык в этот период достиг пика своей популярности в Европе и мире, а потому стал главным языком образования и торговли, хотя делопроизводство по-прежнему спорадично велось на испанском, который номинально оставался единственным официальным языком вплоть до британского завоевания. Характерной чертой испано-французского периода был процесс интенсивной метисации населения острова, расовая мобильность его разных составляющих и постепенное «отбеливание» населения.

## Английский язык
Приход британцев ознаменовал наступление абсолютно новой этно-языковой эпохи. Несмотря на малочисленность собственно британских поселенцев, их мощный административно-политический аппарат и поддержка Британской империи постепенно оттеснили французский язык на периферию. С конца XIX века представители высших слоёв общества Тринидада предпочитали отправлять своих детей на учёбу в Англию и США, а не Францию, как это делали ранее. Дошло до того, что родители специально говорили с детьми на ломаном английском, переходя на французский во взрослых беседах, чтобы дети не понимали услышанного. Основная масса чернокожего населения, до этого говорившая на франко-креольском, постепенно перешла на креольский английский. Упадок французского британская администрация ускорила двумя процессами: завозом «своих» чернокожих рабов и слуг с других англоязычных островов, а также завозом индийских рабочих кули, которые были знакомы лишь с английским языком. При этом белая англоязычная верхушка вела очень изолированный образ жизни, чем вызвала недовольство основной массы чернокожего населения, которая в конечном счёте взбунтовалась во время чёрной революции 1970-х, что и привело к исходу белого населения с острова.

## Современная ситуация
Процент говорящих на испанском, несмотря на близость Венесуэлы и других испаноязычных стран, незначителен (около 3,000 носителей), но этот язык является первым иностранным: государственная кампания SAFFL (Spanish As the First Foreign Language — Испанский как первый иностранный язык), запущенная в 2005, предусматривает преподавание испанского в большинстве начальных школ и обучение ему не менее трети государственных чиновников страны. Правительство также объявило, что к 2020 году испанский язык вновь станет официальным языком страны наряду с английским. Испанский был де-юре единственным официальным языком острова в 1498—1797 г., но в 1780—1790-х годах он был постепенно оттеснён сначала французским, хотя колонией собственно Франции остров не был, а после 1870 — английским языком.